# Pablo García
Pablo Gabriel García Pérez, född 11 maj 1977 i Pando, Canelones, mer känd som bara Pablo García, är en fotbollsspelare från Uruguay.

## Klubbkarriär
García började sin karriär i Montevideo Wanderers. Efter sex månader med CA Peñarol värvades han av Atlético Madrid men lyckades aldrig ta sig upp till A-laget. Efter två säsongen gick han till den italienska storklubben AC Milan.
Efter bara fem framträdanden i Serie A under säsongen 2000/2001 lånades García i januari 2002 ut till SSC Venezia. Trots att laget flyttades ned från högstadivisionen vid säsongens slut gjorde García bra ifrån sig i klubben och fick visat intresse från CA Osasuna i La Liga. Han flyttade till den spanska klubben inför säsongen 2002/2003.
García gick till Real Madrid den 10 september 2005 och tog över Thomas Gravesens plats på det defensiva mittfältet. Efter att ha hjälpt Madrid till en andraplats i ligan säsongen 2005/2006 ansågs han av tränaren Fabio Capello inte längre vara en betydande del av truppen och flyttade den 29 augusti 2006 till Celta Vigo på lån. Efter en skadedrabbad period i Celta återvände han till Real Madrid i juli 2007 och lånades då ut omedelbart igen, den här gången till nykomlingarna i ligan, Real Murcia.
García släpptes av Real Madrid den 10 juli 2008 och den 23 juli gick han med på att flytta till grekiska PAOK Thessaloniki. Han blev snabbt en av fansens absoluta favoriter.
21 mars 2013 meddelade PAOK via sin hemsida att kontraktet med García bryts i förtid.

## Internationell karriär
García har spelat för det uruguayanska landslaget sedan den 13 december 1997. Han spelade i Copa Ámerica 1999 och i samtliga av Uruguays matcher i VM 2002.

## Meriter
- FIFA World Youth Championship: Andraplats 1997
- Spanska ligan: Andraplats 2005/2006
- Spanska cupen: Andraplats 2004/2005